# Allacta picturata
Allacta picturata es una especie de cucaracha del género Allacta, familia Ectobiidae. Fue descrita científicamente por Shelford en 1907.

## Distribución
Esta especie se encuentra en Singapur e Indonesia.